# Tallinna HK Stars
Tallinna HK Stars byl hokejový klub z Tallinnu, který hrál Estonskou hokejovou ligu. Klub byl založen v roce 2002. Zanikl roku 2009 Jejich domovským stadionem byl Tallinna Linnahalli Jäähall s kapacitou 3000 diváků.

## Vítězství
- Estonská liga ledního hokeje - 2005, 2006, 2007 a 2009